# Семёнов-Тян-Шанский, Вениамин Петрович
Вениамин Петрович Семёнов-Тян-Шанский (до 1906 года Семёнов; 27 марта [8 апреля] 1870, Санкт-Петербург — 10 февраля 1942, Ленинград) — русский и советский статистик и географ, автор фундаментальных работ по районированию, городскому и сельскому расселению.

## Образование
Родился в семье выдающегося путешественника и географа П. П. Семёнова. Детство и юность Вениамина Петровича прошли в атмосфере уютного дедовского дома на Васильевском острове (его дед — Андрей Парфёнович Заблоцкий-Десятовский, один из видных деятелей эпохи Великих реформ, статс-секретарь и член Государственного Совета). С детства отец привил сыну интерес к географии, изучению природы и общества. В 1893 году Вениамин Семёнов (приставку к фамилии П. П. Семёнов и его дети получили в 1906 году) окончил естественное отделение физико-математического факультета Петербургского университета по кафедре геологии и палеонтологии. Студентом испытал сильное воздействие лекций Д. И. Менделеева по химии; позднее написал рецензию на книгу Менделеева «К познанию России». Вскоре В. П. Семёнов занялся научной работой (геологические исследования на Северо-Западе, на Алтае, в Казахстане и другие), а подготовку к преподавательской деятельности забросил.

## Научная деятельность
В 1895—1897 годах В. П. Семёнов принимал участие в Первой всероссийской переписи населения в качестве секретаря главной переписной комиссии. Затем служил в Центральном статистическом комитете, в статистическом отделении канцелярии товарища министра финансов. В 1905—1917 годах был начальником статистического отделения в министерстве торговли и промышленности и входил в состав Статистического совета МВД.
На основе анализа и систематизации статистического материала В. П. Семёновым-Тян-Шанским были подготовлены к изданию (совместно с отцом и В. И. Ламанским) книги «Россия. Полное географическое описание нашего отечества…» (вышли в свет 11 томов из 22 запланированных). В 1909—1911 выходит в свет фундаментальная работа В. П. Семёнова-Тян-Шанского «Торговля и промышленность Европейской России по районам» (13 томов), содержащая подробное описание каждого из 1065 выделенных районов и детальную экономическую карту. Эта работа удостоена Гран-при и золотой медали на Всемирной выставке в Турине (1911). В 1910 году была опубликована книга «Город и деревня Европейской России», в которой были подробно проанализированы зональные типы сельского расселения (в зависимости от природных условий), дана характеристика городов в зависимости от их людности и торгово-промышленного оборота. Эта работа считается первой в мире монографией по геоурбанистике и остаётся надёжным ориентиром для современных исследователей в оценке экономико-географических сдвигов, произошедших на территории Европейской России за XX век; в 1910 году она отмечена Ахматовской премией Академии наук.
В 1915—1918 годах — член Комиссии Академии наук по изучению естественных производительных сил России (КЕПС) от Географического общества. Представлял также Географическое общество и министерство торговли и промышленности в Междуведомственной комиссии по выработке пятилетнего плана железнодорожного строительства (1916—1917).
Как учёный и общественный деятель В. П. Семёнов-Тян-Шанский считал себя продолжателем традиции «славных учёных и общественных деятелей, глубже всех задумывавшихся над державным положением России» — П. П. Семёнова-Тян-Шанского, В. И. Ламанского, Д. И. Менделеева и А. И. Воейкова. Переосмыслив наследие школы Ф. Ратцеля, В. П. Семёнов-Тян-Шанский разработал оригинальные концепции антропогеографии и политической географии. Политическую географию он определял как «географию территориальных и духовных господств (или могуществ) человеческих сообществ», а экономическую географию как «географию производительных сил, естественных или искусственных, используемых или не используемых человеком».
В 1926 году как специалист по переписи населения участвовал в подготовке и проведении переписи населения СССР 1926 года.

## Преподавательская деятельность
После начала Первой мировой войны и событий 1917 года издание научных работ стало проблематичным, и Вениамин Петрович сосредоточился на преподавательской работе:
- с 1919 года — профессор страноведения в Педагогическом институте при университете,
- с 1922 года — профессор сравнительного страноведения в Географическом институте и Педагогическом институте имени Герцена,
- с 1925 года — профессор сравнительного страноведения, антропогеографии и методологии районирования на географическом факультете ЛГУ.

На основе лекционных курсов в 1928 году была издана работа «Район и страна», в которой были обобщены подходы В. П. Семёнова-Тян-Шанского к районированию. Он предлагал выделять «ключи» — узлы территории, которые являются центрами притяжения населения и влияют на экономический облик страны. Характер же окружающей их зоны тяготения определяется природными условиями, к которым адаптируется сельское хозяйство и сельское расселение.

## Преследования в 1930-х годах
С 1922 года В. П. Семёнов-Тян-Шанский начинает работу над изданием 110-листной карты плотности населения Европейской России, в которой должен был использоваться дазиметрический способ картографирования (определение плотности по фактическому сгущению населенных пунктов и их людности, а не по каким-либо условным территориальным единицам). С начала 1930-х годов исследования в этой области, которые могли вскрыть демографические последствия коллективизации, оказались под запретом. Формальным предлогом к началу репрессий против учёного была его принадлежность к антропогеографии, которая в вульгарной трактовке официальных кругов того времени сводилась исключительно к геополитике и соответствующими работам немецких авторов и была запрещена как научное направление в СССР. Несмотря на то, что последняя работа по геополитике была написана В. П. Семёновым-Тян-Шанским в 1915 году, а исследование политических вопросов в лекционных курсах профессора носило сугубо теоретический характер, его имя оказалось включено в список «прорабатываемых» ОГПУ учёных.
В 1932 году В. П. Семёнов-Тян-Шанский был вынужден оставить преподавательскую деятельность и целиком сосредоточил усилия на организации Географического музея в Ленинграде, который, по его замыслу, должен был способствовать популяризации науки и давать наглядное представление о территориальном разнообразии природы и общества. Общее количество экспонатов музея превышало 16 тысяч наименований, а часть картин для него была нарисована лично В. П. Семёновым-Тян-Шанским. Также в это время он ведёт активную деятельность в Русском географическом обществе, направленную на сохранение академических традиций географии.
В обстановке стремительной политизации науки к середине 1930-х годов преследование всех «несоветских» научных течений внутри географии переходит на новый уровень. В написанной в 1935 году докладной записке УНКВД (текст. Архивировано из оригинала 22 февраля 2007 года.) Географический музей и Центрографическая лаборатория, занимавшаяся составлением дазиметрических карт, подозреваются в «дискредитации всего хозяйственного строительства в СССР». В 1936 году новый научный секретарь Н. Д. Захаров стал добиваться перепрофилирования Географического музея, называя профиль музея «безграмотным». В том же году из Москвы пришёл инспирированный Захаровым ультиматум о полной перепланировке экспозиции музея в двухмесячный срок по административно-территориальному делению, после чего В. П. Семёнов-Тян-Шанский отправил на имя наркома просвещения СССР А. С. Бубнова.
прошение об отставке по состоянию здоровья и одновременно письмо, где он объяснил подлинные мотивы своего ухода. Впрочем, это не спасло Музей от закрытия. Та же судьба постигла и Лабораторию центрографии, успевшую опубликовать всего 47 карт из планировавшихся 110. 15 марта 1937 года в «Ленинградской правде» появился фельетон «О враждебной концепции В. П. Семёнова-Тян-Шанского», подписанный псевдонимом «С. Кара», в котором автор утверждал, что в Музее есть всё, «что нужно для искажения советской действительности», и «это не случайные ошибки, даже не цепь ошибок. Всё это враждебная, антисоветская концепция, система взглядов профессора В. П. Семёнова-Тян-Шанского, этого раздутого авторитета в географии».

## Смерть
Вениамин Петрович Семёнов-Тян-Шанский умер в блокадном Ленинграде от дистрофии 10 февраля 1942 года, отказавшись от эвакуации; похоронен сыном Владимиром в гробу, сколоченном из письменного стола, на Богословском кладбище.

## Вклад в географическую науку
Помимо фундаментальных работ по страноведению и описанию территории России, В. П. Семёнов-Тян-Шанский внёс большой вклад в развитие теоретической базы географической науки. Он впервые применил для исследований расселения математические методы (дазиметрические карты), обогатил теорию и практику экономико-географического районирования (метод «ключей», микрорайонирование), считается первым отечественным теоретиком политической географии. В. П. Семёнов-Тян-Шанский был сторонником единой географической науки, уделял большое внимание природному фактору в хозяйственной жизни людей, выступал с инициативами по организации охраны особо ценных объектов природного и культурного наследия.

## Основные работы
- Россия. Полное географическое описание нашего отечества. — 1899—1914. (11 томов; соавтор)
- Торговля и промышленность Европейской России по районам. — 1900—1911. (11 томов)
- Семёнов-Тян-Шанский В. Город и деревня в Европейской России: Очерк экономической географии с 16 картами и картограммами / Записки императорского Русского географического общества по общей географии. — Т. X, выпуск 2. — СПб., 1910. — 212 с.
- Типы местностей Европейской России и Кавказа: очерк по физической географии в связи с антропогеографией. — Пг., 1915. — VII, [3], 114 c.: табл.; черт., к. — (Записки имп. рус. геогр. о-ва по общей географии; Т. 51).
- Семёнов-Тян-Шанский В. П. О могущественном территориальном владении применительно к России: Очерк политической географии // Известия Императорского русского географического общества. — 1915. — Т. LI. — С. 425—457.
- Семёнов-Тян-Шанский В. П. Что такое география? // Известия Императорского русского географического общества. — 1915. — Т. LI. — С. 476—477.
- Дазиметрическая карта России. — 1923.
- Район и страна. — М.—Л.: Государственное издательство, 1928. — 311 с.

Воспоминания
- Семёнов-Тян-Шанский В. П. То, что прошло: В двух томах. Том первый: 1870—1917. Том второй: 1917—1942 / Издание подготовлено М. А. Семёновым-Тян-Шанским; Научный редактор д-р геогр. наук П. М. Полян. — М.: Новый Хронограф, 2009. — 678 + 658 с. — (От первого лица: История России в воспоминаниях, дневниках, письмах). — ISBN 978-5-94881-057-7. — ISBN 978-5-94881-059-1.

Статьи
- Семёнов-Тян-Шанский В. П. «Слово о полку Игореве» — глазами географа // Альманах библиофила. — Вып. № 21: «Слово о полку Игореве». 800 лет / Публикация, предисловие и примечания П. М. Поляна. — М.: Книга, 1986. — 312 с.